# Juhor
Le mont Juhor (en serbe cyrillique : Јухор) est une montagne du centre de la Serbie. Il s'élève à une altitude de 774 m au pic du Veliki Vetren. Il fait partie de l'ensemble montagneux des Rhodopes.

## Géographie
Le mont Juhor est bordé par la Velika Morava à l'est, par les régions de Levač à l'ouest, de Temnić au sud et de Belica au nord. La montagne s'étend sur 25 km, du pic de Đurđevo brdo jusqu'à celui de Blagotin près du village d'Oparić et elle couvre une superficie de 30 km2. Outre le point culminant du Veliki Vetren (également connu sous le nom de Velika Vetrina), les autres pics les plus élevés du Juhor sont le Cvetkov grob (738 m), la Lipovača (700 m), la Zmajevica (690 m) et la Dobra voda (680 m).

## Tourisme
Sur le Juhor se trouvent plusieurs églises anciennes et deux monastères : le monastère d'Ivković, situé à 15 km de Jagodina et le monastère Saint-Nicolas à Svojnovo près de Paracin. Ces deux monastères ont été fondés par le prince Lazar Hrebeljanović.